# Pyrrholaemus brunneus
Pyrrholaemus brunneus es una especie de ave en la familia Acanthizidae (antes era parte de la  familia Pardalotidae). Es endémica de Australia. Su hábitat natural  son la vegetación  arbustiva  del mediterráneo.

## Polémica por el estado de conservación
Estas aves no figuran como amenazadas en el australiano  Environment Protection and Biodiversity Conservation Act 1999. Sin embargo, su estado de conservación varía de un estado a otro en Australia. Por ejemplo:
- Está clasificada como amenazada en la Ley de protección de la Flora y Fauna de 1988.[2]  Según esta ley, una declaración de acción para la gestión de la recuperación y el futuro de esta especie aún no ha sido elaborado.[3]

- En la lista de referencia 2007 de la fauna de vertebrados amenazadas en Victoria, la especie está catalogado como en peligro de extinción.[4]